# Afaese Manoa
Afaese Manoa (1942-) escritor y músico tuvaluano compositor de 'Tuvalu mo te Atua', canción instaurada como himno nacional de Tuvalu tras la independencia del Reino Unido en 1978. 
Manoa es el escritor más conocido de una lengua en la que casi no hay literatura y como otros escritores oceánicos, sus escritos reflejan un fuerte sentimiento de vocación religiosa. 